# Wercklea ferox
Wercklea ferox är en malvaväxtart som först beskrevs av Hooker f., och fick sitt nu gällande namn av Paul Arnold Fryxell. Wercklea ferox ingår i släktet Wercklea och familjen malvaväxter. Inga underarter finns listade i Catalogue of Life.

## Bildgalleri

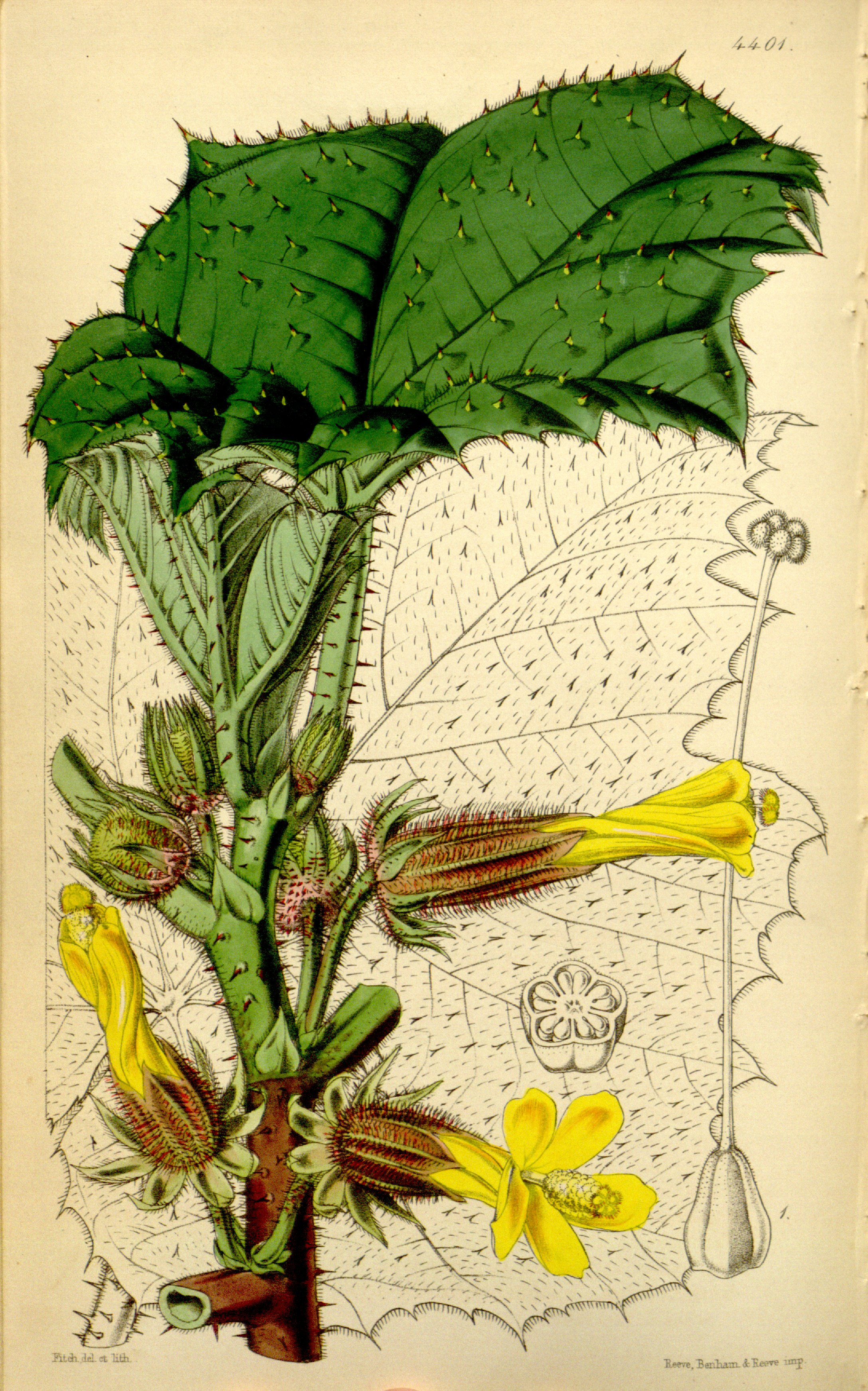